# Viișoara (Ștefan cel Mare), Bacău
Viișoara (în trecut, Jevreni) este un sat în comuna Ștefan cel Mare din județul Bacău, Moldova, România.